# بیور ریور (نیویورک)
بیور ریور (به انگلیسی: Beaver River) یک منطقهٔ مسکونی در ایالات متحده آمریکا است که در نیویورک واقع شده‌است.